# Ed O'Brien
Edward John "Ed" O'Brien (Oxford, Anglaterra, 15 d'abril de 1968) és un músic i compositor britànic, conegut per ser guitarrista de la banda Radiohead. També fa les veus en directe i en algunes cançons dels primers tres discs de la banda. Paral·lelament és guitarrista del projecte musical 7 Worlds Collide.

## Biografia
Està casat amb Susan Kobrin, i tenen un fill Salvador (gener de 2004) i una filla, Oona (2006).
O'Brien va estudiar economia a la Universitat de Manchester.

## Carrera musical

### Radiohead
O'Brien utilitza una llarga col·lecció de pedals d'efectes per tal d'ajudar a generar diferents sonoritats. Inclús en cançons que no toca la guitarra, els seus pedals també hi són presents per crear altres alteracions com per exemple als teclats o el piano. Malgrat ser guitarrista, també és un consumat bateria però només ha contribuït tocant la bateria en "There There" en un concert. Dins Radiohead també realitza contribucions de composició, especialment en la creació de riffs o cançons instrumentals, i també ajuda en l'expansió de les idees creades per Yorke.

### Altres
Paral·lelament a la trajectòria de Radiohead, O'Brien ha col·laborat en diversos projectes alternatius. Va contribuir en la banda sonora de la sèrie de televisió dramàtica de la BBC Eureka Street abans de l'enregistrament de Kid A. Posteriorment també va col·laborar amb Asian Dub Foundation, on va participar tocant la guitarra en tres cançons "1000 Mirrors" (amb Sinéad O'Connor), "Blowback" i "Enemy of the Enemy".
Va enregistrar i anar de gira amb Neil Finn dins el projecte "7 Worlds Collide". Inicialment va tocar la guitarra i va afegir veus addicionals pel disc en directe homònim del 2001, i l'any 2009 va realitzar el mateix paper per l'àlbum The Sun Came Out, on a part va coescriure dues cançons.
Junt amb altres músics de bandes populars com Dave Rowntree de Blur, Billy Bragg, Jazzie B, Kate Nash, Nick Mason de Pink Floyd, KT Tunstall o Fran Healy de Travis, van fundar la Featured Artists Coalition i ell fou nomenat un dels directors fundacionals.